# Do Meu Olhar pra Fora
Do Meu Olhar pra Fora é o trigésimo terceiro álbum de estúdio da cantora e compositora brasileira Elba Ramalho, lançado em 24 de março de 2015 pela Coqueiro Verde. O projeto foi produzido pelo filho primogênito da cantora, Luã Mattar, e por Yuri Queiroga, e carrega a mesma síntese do álbum Qual o Assunto Que mais Lhe Interessa?, lançado em 2007, mergulhando Elba, que é conhecida pelo repertório de canção de ritmos e gêneros nordestinos, em um universo pop e contemporâneo, como ela mesmo define. Além disso, o álbum ainda traz um fado, com a participação da cantora portuguesa Carminho, e uma canção de reggae, lançada com o primeiro single do projeto.

## Gravação e produção
As gravações do álbum começaram em 1 de maio de 2014, no Estúdio Gigante de Pedra, na casa de Elba Ramalho, sob produção musical de Luã Mattar, filho primogênito da cantora, e o produtor musical Yuri Queiroga. Paralelamente ao processo de gravação do novo álbum, a cantora lançou um espetáculo com uma série de apresentações por todo Brasil, junto ao grupo SaGram e ao Quarteto Encore, com a intenção de gravar o espetáculo e lançá-lo posteriormente em CD e DVD ao vivo. Intitulado "Cordas, Gonzafa e afins", o projeto girou em torno do repertório do compositor Luiz Gonzaga (1912-1989), com canções de Alceu Valença, Caetano Veloso, Geraldo Azevedo, Gilberto Gil, Lenine e Zé Ramalho, entre outros compositores e cantores de temática nordestina. Diante desse cenário, supunha-se de que ela estaria trabalhando em um projeto semelhante ao álbum Qual o Assunto Que mais Lhe Interessa? (2007), também produzido por Queiroga, e que Elba tinha prometido continuação. A ideia de Elba para o álbum era "buscar, e não repetir, mas aprimorar a proposta do trabalho de 2007, por conta disso ela convidou Yuri, que ela acompanhou o trabalho e já "sabia o que poderia esperar dele, dez anos depois, agora mais maduro e mais experiente" e, Luã, que estudou na Berklee College of Music, nos Estados Unidos, e estava voltando para o Brasil "cheio de ideias e vontades". Alinhado a isso, havia também a questão da reforma do estúdio Gigante de Pedra, que foi totalmente renovado e reestruturado, e estava "com uma qualidade sonora fantástica", segundo a cantora. "Queria me desacomodar, preciso parar de plagiar a mim mesma, acho que arriscar na sonoridade é uma consequência natural do trabalho de todo o artista", disse a cantora ao jornal O Estado de S. Paulo.

### Título e temática
Elba disse que a temática central do álbum veio de "É o Que Me Interessa", canção composta por Lenine e Dudu Falcão, que é uma das preferidas dela e cujo sempre acessa a internet para ver diferentes versões e interpretações da mesma. "Quem me lembrou [da canção], foi um amigo, um dançarino de Campina Grande, o Mauro, que me enviou através do meu Facebook dizendo: 'olha cantora, acho que você daria uma interpretação linda para essa música'". Segundo Elba, ela pegou a canção e ao lembrar da letra definiu o nome do álbum e a temática: "é isso ai. eu vou cantar O que me interessa. Vou fazer esse álbum do jeito que me interessa". Antes de definir "Do Meu Olhar pra Fora" - verso da faixa "É o Que Me Interessa" -, como nome do álbum, outros títulos haviam sido cogitados como "Livre" e "Liberdade", que iria ser lançado de maneira independente por Elba. "Tirei dos meus ombros o peso de subjugar meu trabalho aos interesses de grandes gravadoras", diz. "Hoje, canto o que eu quero, com quem admiro e da forma que acho mais interessante. 'Do Meu Olhar pra Fora' prova isso". Por fim, o projeto foi lançado pela Coqueiro Verde, o primeiro álbum de Elba lançado pela gravadora pertencente a família de Erasmo Carlos.
O jornalista e crítico musical Mauro Ferreira, em maio de 2014, publicou uma nota em seu site, Notas Musicais, anunciando que Elba incluiria no repertório do novo trabalho uma canção de fado composto por Dominguinhos (1941-2013), gravado em dueto com a cantora portuguesa Carminho. Em agosto de 2014, Ferreira publicou uma outra nota informando que o novo álbum de Elba, na época ainda não intitulado, entrava em fase de finalização, faltando apenas gravar as vozes definitivas, para o repertório que trazia canções de três grupos pernambucanos que emergiram nos anos 90: Nação Zumbi, com a canção "Risoflora", escrita por Chico Science e lançado no primeiro álbum do grupo, Da Lama ao Caos (1994); Mestre Ambrósio (1992-2004), com a faixa "Pé-de-Calçada", escrita por Siba e lançado no primeiro álbum do extinto grupo em 1996; e "Nossa Senhora da Paz (O Trapézio do Sonho)", do grupo Cordel do Fogo Encantado, lançado em 2002 no álbum O Palhaço do Circo sem Futuro. Além disso, ainda foram confirmadas as gravações do fado, entre canções inéditas composta por Zélia Duncan e Dani Black, e uma regravação de "Contrato de Separação", canção de Dominguinhos e Anastácia, lançada em 1979 por Nana Caymmi.

## Lista de faixas
| N.º            | Título                                                                 | Compositor(es)                                                               | Duração |  |
| 1.             | "Olhando o Coração"                                                    | José de Morais Climério Ferreira [ 8 ]                                       | 3:19    |  |
| 2.             | "Fazê o Quê"                                                           | Pedro Luís                                                                   | 2:40    |  |
| 3.             | "Só pra Lembrar"                                                       | Zélia Moreira Daniel Black                                                   | 3:48    |  |
| 4.             | "É o Que Me Interessa"                                                 | Oswaldo Pimentel Carlos Falcão                                               | 4:08    |  |
| 5.             | "Nossa Senhora da Paz"                                                 | Clayton Barros Emerson Calado José Paes de Lira Nego Henrique Rafael Almeida | 3:43    |  |
| 6.             | "Contrato de Separação"                                                | De Morais Anastácia                                                          | 3:15    |  |
| 7.             | "Nos Ares de Lisboa / Passarinho Enganador" (participação de Carminho) | De Morais Fausto Nilo                                                        | 4:04    |  |
| 8.             | "Árvore"                                                               | Edson Gomes                                                                  | 5:01    |  |
| 9.             | "Patchuli" (participação de Chico César)                               | Francisco Gonçalves                                                          | 3:05    |  |
| 10.            | "La Noyée"                                                             | Serge Gainsbourg                                                             | 4:03    |  |
| 11.            | "Risoflora"                                                            | Francisco França                                                             | 4:00    |  |
| 12.            | "Ser Livre"                                                            | Arlindo Cruz Jessé da Silva                                                  | 2:49    |  |
| Duração total: | Duração total:                                                         | Duração total:                                                               | 43:55   |  |

## Histórico de lançamento
| País    | Data                | Formato               | Gravadora      | Ref.  |
| ------- | ------------------- | --------------------- | -------------- | ----- |
| Mundial | 24 de março de 2015 | CD ∙ Download digital | Coqueiro Verde | [ 9 ] |